# Congregações Cristãs Pentecostais
O termo Congregações Cristãs Pentecostais (em italiano: Congregazioni Cristiane Pentecostali), refere-se a uma associação de igrejas evangélicas pentecostais na Itália, de estrutura congregacionalista. Surgiram através do Movimento Pentecostal Italiano, do início do século XX.

## História
As Congregações Cristãs Pentecostais têm sua origem no Movimento Pentecostal que chegou a Chicago no início do século XX. Ali, em 1907, um grupo de crentes evangélicos italianos se organizou em uma comunidade chamada “Assemblea Cristiana”, de onde partiu Giacomo Lombardi, com destino à Itália, em 1908, para anunciar a mensagem pentecostal. Fundou pequenas comunidades cristãs, como a de Roma (1908), e a de La Spezia (1910). Outros evangelistas (Lucia Menna, Luigi Francescon, Umberto Gazzari, Serafino Arena, e Luigi Terragnoli) fundaram comunidades em Gissi, Sassari e outros lugares. Nos anos seguintes, como consequencia do testemunho de outros emigrantes que retornaram para a Itália, se constituíram outras igrejas e grupos. Todavia, o movimento pentecostal na Itália tinha uma organização tipicamente congregacionalista, sendo cada comunidade completamente autônoma.
Em 1930 passaram a utilizar o nome: Congregações Cristãs Pentecostais (em italiano: Congregazioni Cristiane Pentecostali). Entre 1935 e 1944, houve grande perseguição oficial contra os pentecostais, a partir da circular chamada “Buffarini Guidi”. Durante aquele período os crentes pentecostais foram capturados em massa. Mas com o fim do período clandestino, as igrejas não diminuíram, nem se dispersaram. E até aquele momento, as igrejas pentecostais eram absolutamente independentes e não existia nenhuma organização ou denominacionalismo.
Entre 28 de Agosto e 1 de Setembro de 1946, a grande maioria das igrejas se reuniu no congresso das igrejas pentecostais, em Roma, e decidiram se organizar para conseguir o reconhecimento oficial pelo Estado. Para tanto, solicitaram a filiação à Assembleia de Deus nos EUA, pois era exigência das autoridades italianas que igrejas irmãs legalmente estabelecidas em outros países atestassem que os pentecostais italianos trabalhavam cooperativamente com elas. Assim, conseguiram o apoio da Assembleia de Deus nos EUA e passaram a utilizar o nome: Assembleias de Deus na Itália (em italiano: Assemblee di Dio in Italia), tendo desde então uma organização presbitero-congregacional.
Porém, um grupo de igrejas, retendo o dever de manter o caráter congregacionalista das primeiras comunidades pentecostais, não aderiram ao acordo com a Assembleia de Deus nos EUA, e permaneceram como igrejas autônomas, mesmo sem o reconhecimento do Estado.
Em 1958 algumas dessas igrejas fizeram uma convenção em Vittoria (RG), onde foi criada a associação de igrejas pentecostais livres, chamada: “Congregações Cristãs Pentecostais” (em italiano: Congregazioni Cristiane Pentecostali), mesmo nome outrora utilizado pelas igrejas pentecostais italianas. Essa associação criou um vínculo denominacional, mas manteve a autonomia de cada congregação. A associação também se propõe a cuidar de serviços comunitários de caráter social e espiritual.

## Difusão
As Congregações Cristãs Pentecostais estão localizadas, em sua maioria, no sudeste da Sicília, mas existem comunidades presentes em outras regiões da Itália, sendo no total cerca de 120 congregações. Possuem ainda boas relações com as Assembleias de Deus na Itália, utilizando materiais publicados pela editora assembleiana, a ADI-Media.  As Congregações Cristãs Pentecostais não têm relações institucionais com o grupo de igrejas dos chamados 'zaccardiani', ou 'zaccardini' - Chiese Cristiane degli Zaccardiani.
As Congregações Cristãs Pentecostais utilizam o hinário Inni e Salmi Spirituali Melodie di Lode, desenvolvimento direto do hinário Nuovo Libro di Inni ed Salmi Spirituali, que foi publicado em 1928 pela Unorganized Italian Christian Churches of USA, e que serviu de base para outros hinários como: Hinos de Louvores e Súplicas a Deus (Congregação Cristã no Brasil), Inni Cristiani, Inni di Lode, e alguns hinos da Harpa Cristã (Assembleias de Deus). Publicam uma revista bimestral, chamada Sentiero Cristiano.